# Agrostis divaricatissima
Agrostis divaricatissima é uma espécie de gramínea do gênero Agrostis, pertencente à família Poaceae.